# Scleropauropus chapanecus
Scleropauropus chapanecus är en mångfotingart som beskrevs av Jules Rémy 1957. Scleropauropus chapanecus ingår i släktet hårdfåfotingar, och familjen fåfotingar. Inga underarter finns listade i Catalogue of Life.